# Paolo Camossi
Paolo Camossi (Gorizia, 6 gennaio 1974) è un ex triplista, ex lunghista e allenatore di atletica leggera italiano, campione mondiale indoor del salto triplo a Lisbona 2001.
In carriera è stato anche vicecampione iridato ai Giochi mondiali militari di Zagabria 1999 e medaglia di bronzo sia agli Europei indoor di Gand 2000 sia nella Super League della Coppa Europa di Brema 2001, nonché campione sia ai Giochi del Mediterraneo di Bari 1997 sia agli Europei juniores di San Sebastián 1993 e finalista ai Giochi olimpici di Sydney 2000; è stato primatista nazionale nel salto triplo (sia outdoor sia al coperto) e vincitore di 9 titoli italiani assoluti (7 all'aperto e 2 indoor) nella stessa specialità.

## Biografia

### Gli inizi, le società di appartenenza, la famiglia e il ruolo di allenatore
È cresciuto nella Derthona Atletica di Tortona (incominciando a praticare atletica all'età di 12 anni nel 1986) prima sotto la guida di Marì Chiapuzzo e poi allenato da Enrico Talpo nel salto in alto, eccellendo da ragazzo (2,00 metri da cadetto nel 1989) e nelle prove multiple. Nel 1991 con l'Atletica Alessandria incomincia a dedicarsi ai salti in estensione (lungo e triplo). È stato primatista italiano del salto triplo in tutte le categorie federali, dagli allievi ai seniores (seniores e promesse entrambe sia outdoor sia al coperto, juniores e allievi) e dal 1992 è entrato a far parte delle Fiamme Azzurre, allenato da Gian Carlo Medesani, in cui è rimasto fino al 2009 (tranne il 1999 in cui non è stato tesserato per nessuna società affiliata FIDAL). Ha concluso la carriera gareggiando per l'Atletica Brugnera Friulintagli nel quadriennio 2010-2013.
Dopo aver vissuto per diverso tempo a Torre Garofoli (frazione di Tortona), ha risieduto a Staranzano in provincia di Gorizia, con la ex moglie Giada Gallina (allenata a quel tempo dallo stesso tecnico del marito, Gian Carlo Medesani) ex velocista primatista italiana nei 100 metri (11”23, record nazionale dal 1997 al 2001, che migliorò dopo oltre 17 anni l'11”29 di Marisa Masullo) dalla quale ha avuto due figli/atleti (il saltatore in estensione Riccardo classe 2001 e la velocista Caterina 2004 vicecampionessa italiana cadette nella staffetta 4x100 metri a Rieti 2018), entrambi tesserati per la Sport Academy associazione sportiva dilettantistica di Staranzano, presieduta da Giada Gallina.
Paolo Camossi è stato allenatore di Marcell Jacobs, medaglia d'oro nei 100 mt e nella staffetta 4x100 alle Olimpiadi Tokyo 2020.

### 1991-1993: i primi record giovanili e il titolo agli Europei juniores
Il 6 luglio del 1991 a Las Rozas in Spagna stabilì il nuovo record italiano allievi, dopo quasi 13 anni, atterrando a 15,68 metri (il precedente era di Maurizio Bellucci che saltò 15,57 m a Cassino il 10 settembre del 1978).
L’11 agosto partecipa da under 18 agli Europei juniores di Salonicco in Grecia concludendo all’undicesimo posto.
Il 31 luglio del 1993 vince il titolo continentale giovanile agli Europei juniores di San Sebastián (Spagna), realizzando il nuovo record italiano under 20, dopo quasi 13 anni, con la misura di 16,41 metri (il precedente apparteneva a Giovanni Evangelisti che il 21 agosto del 1980 a Perugia fece 16,30 m) e precedendo di 5 centimetri il bulgaro Rostislav Dimitrov (secondo con 16,35 m).

### 1996-1998: i primi titoli italiani assoluti e la vittoria ai Giochi del Mediterraneo
Il 25 febbraio del 1996 a Torino vince il suo primo titolo italiano assoluto nel triplo, realizzando il nuovo record italiano promesse indoor, dopo quasi 18 anni, con la misura di 16,27 metri (il precedente apparteneva a Paolo Piapan capace di atterrare a 16,25 m il 12 marzo del 1978 a Milano).
Il 28 aprile stabilisce a Roma il nuovo record italiano promesse, dopo quasi 19 anni, atterrando a 16,49 metri (il precedente apparteneva a Paolo Piapan capace di saltare 16,42 m a Madrid il 31 luglio del 1977).
Il 25 maggio ai nazionali assoluti di Bologna vince il suo primo titolo italiano all’aperto nel triplo.
Il 16 giugno del 1997 esordisce con la maglia della Nazionale seniores proprio in Italia, vincendo la medaglia d’oro ai Giochi del Mediterraneo di Bari, atterrando a 16,63 metri e staccando il greco Hristos Meletoglou (secondo con 16,50 m).
Il 22 giugno in Germania a Monaco di Baviera conclude sesto nella Super League della Coppa Europa.
Il 6 luglio a Milano si conferma campione italiano assoluto nel triplo.
Il 6 agosto in Grecia non riesce a effettuare nessun salto valido in occasione delle qualificazioni per la finale ai Mondiali di Atene.
L’8 febbraio del 1998 a Genova per un centimetro (16,33 contro 16,34 metri), è stato vicecampione italiano assoluto indoor dietro Fabrizio Donato.
Il 7 giugno al Città di Padova, nell’omonimo capoluogo veneto, terminando secondo nel salto in lungo con la misura di 8,16 metri, realizza il nuovo personal best.
Il 27 giugno a San Pietroburgo in Russia finisce quinto nel lungo nella Super League della Coppa Europa.
Il 10 luglio a Roma si riconferma campione italiano assoluto nel triplo e il giorno prima vince il bronzo nel lungo.
Tra il 19 e il 22 agosto agli Europei di Budapest in Ungheria disputa prima la finale del lungo finendo settimo e poi non supera le qualificazioni del triplo.
Proprio il 1998 è stata la sua prima annata sportivo-agonistica chiusa con lo stagionale nel triplo oltre i 17 metri (primato personale portato a 17,20 m il 24 maggio a Roma) e quello nel lungo oltre gli 8 metri (primato personale portato a 8,16 m il 7 giugno a Padova).

### 1999-2000: l’argento ai Giochi mondiali militari, il bronzo agli Europei indoor e la finale alle Olimpiadi
Il 7 febbraio del 1999 nella Sparkassen Cup indoor a Stoccarda in Germania realizza il nuovo personal best finendo terzo con la misura di 16,85 metri.
Il 21 febbraio a Genova diventa vicecampione italiano assoluto indoor nel triplo.
Il 5 marzo a Maebashi in Giappone non disputa la finale dei Mondiali indoor.
Il 19 giugno in Francia a Parigi termina quarto nella Super League della Coppa Europa.
Il 4 luglio a Pescara si riconferma campione nazionale assoluto nel triplo e il giorno prima vince il bronzo nel lungo (restando a 3 centimetri dal campione Roberto Coltri, 7,82 contro 7,85 metri).
Il 13 agosto ai Giochi mondiali militari di Zagabria in Croazia si è laureato vicecampione iridato con 16,80 metri, terminando a 4 centimetri dall’oro del keniota Remmy Limo (16,85 m).
Il 25 agosto in occasione della finale (chiusa al quinto posto) dei Mondiali di Siviglia in Spagna ha stabilito il nuovo record italiano dopo quasi 31 anni, atterrando a 17,29 metri dall’asse di stacco (il precedente apparteneva a Giuseppe Gentile, capace di saltare 17,22 m, il 17 ottobre del 1968 ai Giochi olimpici di Città del Messico, record mondiale durante la finale olimpica messicana; poi migliorato nelle ultime due serie di salti da altri due atleti).
Il 13 febbraio del 2000 a Genova si laurea campione italiano assoluto indoor nel triplo.
Il 27 febbraio a Gand in Belgio atterrando a 17,05 metri, stabilisce il nuovo record italiano al coperto dopo oltre 12 anni e vince la medaglia di bronzo agli Europei indoor (il precedente apparteneva a Dario Badinelli, 16,88 m realizzato il 23 febbraio del 1988 a Firenze): dopo essere stato primo alla fine della prima serie di salti col salto-medaglia di 17,05 m, è stato superato da due atleti nelle due successive serie di salti.
Il 7 giugno nella Notturna di Milano ha realizzato il primato personale di 17,45 metri, chiudendo la gara al secondo posto, dietro al connazionale e neoprimatista italiano Fabrizio Donato (17,60 m).
Il 25 settembre affronta in Australia la finale dei Giochi olimpici a Sydney dove termina in ottava posizione.

### 2001: la vittoria ai Mondiali indoor e il terzo posto in Coppa Europa
Il 24 febbraio del 2001 a Torino si laurea vicecampione assoluto indoor nel triplo, restando 3 centimetri dietro a Fabrizio Donato (17,94 contro 17,91 metri).
Il 9 marzo in Portogallo a Lisbona entrambi partecipano alla finale dei Mondiali indoor in cui Donato termina sesto e invece Camossi si laurea campione iridato (battendo di 6 centimetri il primatista mondiale e campione olimpico britannico Jonathan Edwards) col nuovo record nazionale di 17,32 metri (migliorando proprio il suo stesso primato dell’anno prima): terzo con 16,97 m sino alla terza serie di salti, nella quarta ha realizzato la misura-vincente e nell’ultima serie di salti proprio Edwards si è migliorato, passando da 17,12 a 17,26 m e chiudendo così a 6 centimetri dalla medaglia d’oro dell’iridato Paolo Camossi.
Il 24 giugno giunge terzo nella Super League della Coppa Europa di Brema in Germania.
L’8 luglio si laurea campione italiano assoluto nel triplo a Catania.
Il 6 agosto disputa la finale dei Mondiali a Edmonton (Canada) in cui termina all’undicesimo posto.

### 2002-2008: i problemi fisici, l’intervento chirurgico e il recupero, gli ultimi titoli assoluti e le ultime rassegne iridate
Dotato di grande carica agonistica, ha avuto problemi fisici: dopo essersi deciso a subire un'operazione alla caviglia di stacco (la sinistra) nell’agosto del 2002, è poi tornato alle gare il 7 giugno del 2003, in occasione dei campionati regionali a Gorizia, vincendo nel salto in lungo con la misura di 7,27 metri.
Il 3 agosto a Rieti vince il suo sesto titolo nazionale assoluto nel triplo.
Nel 2004, per il recupero della condizione, si è trasferito per un certo periodo a Roma per allenarsi con Roberto Pericoli, tecnico del suo storico rivale italiano Fabrizio Donato. Quando è tornato ad abitare nel goriziano, si è allenato talvolta negli impianti sportivi della Slovenia.
L’11 luglio finisce quarto nel triplo agli assoluti di Firenze.
Il 20 febbraio del 2005 vince il bronzo nel triplo agli assoluti indoor di Ancona.
Il 26 giugno a Bressanone si laurea per la settima volta campione italiano assoluto outdoor nel triplo.
Il 19 febbraio del 2006 si laurea vicecampione assoluto indoor nel triplo ad Ancona.
Proprio durante il biennio 2005-2006 partecipa a due rassegne iridate: ai Mondiali di Helsinki ‘05 in Finlandia e ai Mondiali indoor di Mosca ‘06; in Russia non riesce a qualificarsi per la finale.
Nel biennio 2007-2008 vince tre medaglie di bronzo, tutte nel triplo, ai campionati italiani assoluti: indoor di Ancona ‘07 e di Genova ‘08, outdoor di Padova ‘07.

### I traguardi sportivo-agonistici raggiunti
In carriera vanta la partecipazione alla finale (8º classificato) dei Giochi olimpici di Sydney 2000 e la vittoria di 6 medaglie in altrettante rassegne internazionali: oro ai Mondiali indoor di Lisbona 2001, argento ai Giochi mondiali militari di Zagabria 1999, bronzo sia agli Europei indoor di Gand 2000 sia alla Coppa Europa di Brema 2001, oro sia ai Giochi del Mediterraneo di Bari 1997 sia agli Europei juniores di San Sebastián 1993.
Durante l’arco della sua carriera ha preso parte a 8 rassegne internazionali seniores diverse: (in ordine di importanza/rilevanza) Giochi olimpici, Mondiali, Mondiali indoor, Europei, Europei indoor, Giochi mondiali militari, Coppa Europa e Giochi del Mediterraneo.
Nel 2001, col record nazionale di 17,32 metri al coperto, ha chiuso la stagione indoor al secondo posto delle liste mondiali, dietro il leader Jonathan Edwards (17,60 m); lo stesso anno col personal season outdoor di 17,34 metri ha terminato la stagione al quinto posto nelle graduatorie mondiali.
Essendo il terzo triplista italiano sia all’aperto (17,45 metri) sia indoor (17,32 m), è quindi anche il terzo miglior triplista italiano di sempre; inoltre è sia il settimo lunghista italiano all time (8,16 m) sia il secondo miglior saltatore in estensione italiano di sempre, considerando quindi il primato outdoor e indoor sia nel triplo sia nel lungo, (media triplo 17,38 m + media lungo 7,93 m = 25,31 m) dopo il leader Fabrizio Donato (17,66 m + 8,01 m = 25,67 m).
Il terzetto di triplisti formato da Paolo Camossi, Fabrizio Donato e Daniele Greco, detiene le prime 12 misure italiane outdoor all time e, nella stessa specialità, anche le migliori 14 indoor nazionali di sempre; in carriera come migliori salti (con vento regolare entro i +2 m/s) oltre la misura di 17 metri ne ha realizzato 8 all’aperto (compresi tra 17,45 e 17,05 metri) e 3 indoor (fra 17,32 e 17,00 m).
In carriera è stato primatista italiano nel salto triplo in quattro categorie diverse: seniores e promesse (in entrambe anche al coperto), juniores e allievi.
Con i suoi 7 successi in carriera, di cui 4 di fila come Mario Trabucco ed entrambi dietro i 10 consecutivi di Dario Badinelli, è dopo Dario Badinelli (10 vittorie) e Fabrizio Donato (8), il terzo triplista italiano più titolato ai campionati nazionali assoluti.
È il terzo triplista italiano più titolato ai campionati nazionali assoluti (sia indoor sia all’aperto) con 9 vittorie, dietro le 20 di Fabrizio Donato e le 17 di Dario Badinelli.
Dal 1996 al 2008 è andato a medaglia, tra triplo e lungo, in 17 edizioni su 18 (4º nel triplo a Firenze 2004) dei campionati italiani assoluti (tra indoor e outdoor), con un bilancio di 19 medaglie vinte (9 ori, 4 argenti e 6 bronzi); tutte e quattro le volte in cui è stato vicecampione nazionale assoluto (sempre indoor) nel salto triplo (1998, ‘99, ‘01 e ‘06), il titolo al coperto l’ha vinto Fabrizio Donato.

## Record nazionali
Seniores
- Salto triplo: 17,29 metri (+1,5 m/s) ( Siviglia, 25 agosto 1999 - detenuto fino al 7 giugno 2000)[24]
- Salto triplo indoor: 17,32 metri ( Lisbona, 9 marzo 2001 - detenuto fino al 5 febbraio 2006)[23]

Promesse
- Salto triplo: 16,49 metri (+0,1 m/s) ( Roma, 28 aprile 1996 - detenuto fino al 24 maggio 1998)[25]
- Salto triplo indoor: 16,27 metri ( Torino, 25 febbraio 1996 - detenuto fino al 23 febbraio 1997)[26]

Juniores
- Salto triplo: 16,41 metri (+0,4 m/s) ( San Sebastián, 31 luglio 1993 - detenuto fino al 26 luglio 2015)[27]

Allievi
- Salto triplo: 15,68 metri (+0,5 m/s) ( Las Rozas, 6 luglio 1991 - detenuto fino al 27 luglio 2001)[28]

## Progressione

### Salto triplo
| 2012 | 15,46 m (+0,1 m/s) | Campi Bisenzio | 22-9-2012 | -  |
| 2011 | 15,42 m (+1,8 m/s) | Nova Gorica    | 28-5-2011 | -  |
| 2010 | 15,77 m (+0,2 m/s) | Orvieto        | 25-9-2010 | -  |
| 2009 | 15,54 m nw         | Gorizia        | 16-9-2009 | -  |
| 2008 | 16,48 m (+1,5 m/s) | Gorizia        | 29-6-2008 | -  |
| 2007 | 16,56 m (+1,9 m/s) | Barletta       | 6-9-2007  | -  |
| 2006 | 16,50 m (-0,1 m/s) | Nova Gorica    | 6-5-2006  | -  |
| 2005 | 16,86 m (+0,5 m/s) | Bressanone     | 26-6-2005 | -  |
| 2004 | 16,61 m nw         | Mezzano        | 8-8-2004  | -  |
| 2003 | 16,42 m (+1,7 m/s) | Rieti          | 3-8-2003  | -  |
| 2002 | 16,63 m (+1,7 m/s) | Milano         | 5-6-2002  | -  |
| 2001 | 17,34 m (+1,2 m/s) | Bressanone     | 17-6-2001 | 5º |
| 2000 | 17,45 m (+1,5 m/s) | Milano         | 7-6-2000  | -  |
| 1999 | 17,29 m (+1,5 m/s) | Siviglia       | 25-8-1999 | -  |
| 1998 | 17,20 m (-1,7 m/s) | Roma           | 24-5-1998 | -  |
| 1997 | 16,82 m (+2,0 m/s) | Milano         | 6-7-1997  | -  |
| 1996 | 16,49 m nw         | Roma           | 28-4-1996 | -  |
| 1995 | 16,25 m            |                |           | -  |
| 1994 | 15,46 m            |                |           | -  |
| 1993 | 16,41 m (+0,4 m/s) | San Sebastián  | 31-7-1993 | -  |
| 1991 | 15,68 m (+0,5 m/s) | Las Rozas      | 6-7-1991  | -  |
| 1990 | 14,36 m            |                |           | -  |

### Salto in lungo
| 2010 | 7,12 m (+0,1 m/s) | Majano      | 13-6-2010 | - |
| 2008 | 7,47 m (+0,4 m/s) | Pordenone   | 16-6-2008 | - |
| 2006 | 7,54 m (+1,6 m/s) | Palmanova   | 1-5-2006  | - |
| 2005 | 7,74 m (+1,5 m/s) | Nova Gorica | 17-9-2005 | - |
| 2003 | 7,36 m nw         | Napoli      | 10-6-2003 | - |
| 1999 | 7,86 m nw         | La Spezia   | 12-6-1999 | - |
| 1998 | 8,16 m (+1,7 m/s) | Padova      | 7-6-1998  | - |
| 1997 | 7,84 m (+2,0 m/s) | Roma        | 10-5-1997 | - |
| 1993 | 7,65 m            |             |           | - |
| 1991 | 7,28 m nw         | Cuneo       | 31-8-1991 | - |
| 1990 | 7,19 m            |             |           | - |

### Salto triplo indoor
| 2009 | 15,41 m | Saronno     | 30-1-2009 | -  |
| 2008 | 16,73 m | Genova      | 24-2-2008 | -  |
| 2007 | 16,68 m | Celje       | 19-1-2007 | -  |
| 2006 | 16,85 m | Ancona      | 19-2-2006 | -  |
| 2005 | 16,48 m | Ancona      | 20-2-2005 | -  |
| 2004 | 16,33 m | Sempeter    | 25-1-2004 | -  |
| 2001 | 17,32 m | Lisbona     | 9-3-2001  | 2º |
| 2000 | 17,05 m | Gand        | 27-2-2000 | -  |
| 1999 | 16,85 m | Stoccarda   | 7-2-1999  | -  |
| 1998 | 16,54 m | Nova Gorica | 23-1-1998 | -  |
| 1996 | 16,27 m | Torino      | 25-2-1996 | -  |
| 1994 | 15,70 m |             |           | -  |
| 1992 | 15,43 m |             |           | -  |

### Salto in lungo indoor
| 2006 | 7,49 m | Modena  | 29-1-2006 | - |
| 1999 | 7,70 m | Firenze | 30-1-1999 | - |

## Migliori prestazioni

### Salto triplo
| 17,45 m (+1,5 m/s)   | Milano     | 7-6-2000  |
| 17,34 m (+1,2 m/s)   | Bressanone | 17-6-2001 |
| 17,32 m indoor       | Lisbona    | 9-3-2001  |
| 17,29 m (+1,5 m/s)   | Siviglia   | 25-8-1999 |
| 17,27 m (+3,8 m/s) w | Salonicco  | 23-6-1999 |
| 17,20 m (+1,7 m/s)   | Roma       | 24-5-1998 |
| 17,17 m (+0,5 m/s)   | Biella     | 22-9-2001 |
| 17,11 m (+0,2 m/s)   | Catania    | 8-7-2001  |
| 17,06 m (-0,4 m/s)   | Londra     | 7-8-1999  |
| 17,05 m indoor       | Gand       | 27-2-2000 |
| 17,05 m (+1,9 m/s)   | Roma       | 4-6-2000  |

### Salto in lungo
| 8,16 m (+1,7 m/s)   | Padova    | 7-6-1998  |
| 8,11 m (+2,8 m/s) w | Roma      | 3-6-2000  |
| 8,06 m (+1,4 m/s)   | Rieti     | 9-5-1998  |
| 8,00 m (+1,0 m/s)   | Roma      | 23-5-1998 |
| 7,98 m (+1,7 m/s)   | Budapest  | 19-8-1998 |
| 7,97 m (+0,8 m/s)   | Nembro    | 15-7-1998 |
| 7,97 m (-1,0 m/s)   | Trento    | 6-9-1998  |
| 7,93 m (+2,8 m/s) w | Sassari   | 11-9-1999 |
| 7,86 m nw           | La Spezia | 12-6-1999 |
| 7,85 m (+0,3 m/s)   | Formia    | 12-7-1998 |

## Palmarès
| Anno | Manifestazione           | Sede          | Evento         | Risultato | Prestazione          | Note   |
| ---- | ------------------------ | ------------- | -------------- | --------- | -------------------- | ------ |
| 1991 | Europei U20              | Salonicco     | Salto triplo   | 11º       | 15,04 m (+2,4 m/s) w | [ 29 ] |
| 1993 | Europei U20              | San Sebastián | Salto triplo   | Oro       | 16,41 m (+0,4 m/s)   | [ 30 ] |
| 1997 | Giochi del Mediterraneo  | Bari          | Salto triplo   | Oro       | 16,63 m (-0,2 m/s)   | [ 31 ] |
| 1997 | Mondiali                 | Atene         | Salto triplo   | nm (q)    | nm (q)               | [ 32 ] |
| 1998 | Europei                  | Budapest      | Salto in lungo | 7º        | 7,98 m (+1,7 m/s)    | [ 33 ] |
| 1998 | Europei                  | Budapest      | Salto triplo   | 19º (q)   | 16,24 m (-0,2 m/s)   | [ 34 ] |
| 1999 | Mondiali indoor          | Maebashi      | Salto triplo   | Finale    | dns                  | [ 35 ] |
| 1999 | Giochi mondiali militari | Zagabria      | Salto triplo   | Argento   | 16,80 m nw           | [ 36 ] |
| 1999 | Mondiali                 | Siviglia      | Salto triplo   | 5º        | 17,29 m (+1,5 m/s)   | [ 37 ] |
| 2000 | Europei indoor           | Gand          | Salto triplo   | Bronzo    | 17,05 m              | [ 38 ] |
| 2000 | Giochi olimpici          | Sydney        | Salto triplo   | 8º        | 16,96 m (+0,3 m/s)   | [ 39 ] |
| 2001 | Mondiali indoor          | Lisbona       | Salto triplo   | Oro       | 17,32 m              | [ 40 ] |
| 2001 | Mondiali                 | Edmonton      | Salto triplo   | 11º       | 16,18 m (-1,7 m/s)   | [ 41 ] |
| 2005 | Mondiali                 | Helsinki      | Salto triplo   | 23º (q)   | 16,23 m (+1,0 m/s)   | [ 42 ] |
| 2006 | Mondiali indoor          | Mosca         | Salto triplo   | 22º (q)   | 15,96 m              | [ 43 ] |

## Campionati nazionali
- 7 volte campione assoluto nel salto triplo (1996, 1997, 1998, 1999, 2001, 2003, 2005)
- 2 volte campione assoluto indoor nel salto triplo (1996, 2000)

1996
- Oro ai Campionati italiani assoluti indoor, (Torino), Salto triplo - 16,27 m [44]
- Oro ai Campionati italiani assoluti, (Bologna), Salto triplo - 16,68 m (+7,1 m/s) w[45]

1997
- Oro ai Campionati italiani assoluti, (Milano), Salto triplo - 16,82 m (+2,0 m/s)[46]

1998
- Argento ai Campionati italiani assoluti indoor, (Genova), Salto triplo - 16,33 m[47]
- Bronzo ai Campionati italiani assoluti, (Roma), Salto in lungo - 7,70 m nw[48]
- Oro ai Campionati italiani assoluti, (Roma), Salto triplo - 16,19 m nw[49]

1999
- Argento ai Campionati italiani assoluti indoor, (Genova), Salto triplo - 16,38 m[50]
- Bronzo ai Campionati italiani assoluti, (Pescara), Salto in lungo - 7,82 m nw[51]
- Oro ai Campionati italiani assoluti, (Pescara), Salto triplo - 16,68 m nw[52]

2000
- Oro ai Campionati italiani assoluti indoor, (Genova), Salto triplo - 16,90 m[53]

2001
- Argento ai Campionati italiani assoluti indoor, (Torino), Salto triplo - 16,91 m[54]
- Oro ai Campionati italiani assoluti, (Catania), Salto triplo - 17,11 m (+0,2 m/s)[55]

2003
- Oro ai Campionati italiani assoluti, (Rieti), Salto triplo - 16,42 m (+1,7 m/s) [56]

2004
- 4º ai Campionati italiani assoluti, (Firenze), Salto triplo - 16,42 m (-0,4 m/s)[57]

2005
- Bronzo ai Campionati italiani assoluti indoor, (Ancona), Salto triplo - 16,48 m [58]
- Oro ai Campionati italiani assoluti, (Bressanone), Salto triplo - 16,86 m (+0,5 m/s) [59]

2006
- Argento ai Campionati italiani assoluti indoor, (Ancona), Salto triplo - 16,85 m [60]

2007
- Bronzo ai Campionati italiani assoluti indoor, (Ancona), Salto triplo - 16,46 m[61]
- Bronzo ai Campionati italiani assoluti, (Padova), Salto triplo - 16,46 m (+3,2 m/s) w[62]

2008
- Bronzo ai Campionati italiani assoluti indoor, (Genova), Salto triplo - 16,73 m [63]

## Altre competizioni internazionali
1989
- Oro nella Coppa Jean Hubert, Salto in alto - 2,00 m[64]

1997
- 6º nella Super League della Coppa Europa, ( Monaco di Baviera), Salto triplo - 16,08 m (-0,4 m/s)[65]

1998
- Argento nell’Incontro internazionale indoor Italia-Spagna-Francia-Norvegia-Portogallo-Russia, ( Genova), Salto triplo - 16,44 m[66]
- Argento nel Città di Padova, ( Padova), Salto in lungo - 8,16 m (+1,7 m/s) [67]
- 5º nella Super League della Coppa Europa, ( San Pietroburgo), Salto in lungo - 7,79 m nw[68]
- 9º nell’Athletissima, ( Losanna), Salto triplo - 16,26 m (+0,9 m/s)[69]
- Oro nell’Incontro internazionale Finlandia-Francia-Italia under 25, ( Lucca), Salto triplo - 16,40 m nw[70]

1999
- Bronzo nella Sparkassen Cup indoor, ( Stoccarda), Salto triplo - 16,85 m [71]
- Bronzo nella Notturna di Milano, ( Milano), Salto triplo - 16,81 m (+1,2 m/s)[72]
- 4º nella Super League della Coppa Europa, ( Parigi), Salto triplo - 16,88 m (-0,8 m/s)[73]
- Argento nel British Grand Prix, ( Londra), Salto triplo - 17,06 m (-0,4 m/s)[74]
- 6º nel Palio della Quercia, ( Rovereto), Salto in lungo - 7,59 m (-0,6 m/s)[75]
- 7º nel Rieti Meeting, ( Rieti), Salto in lungo - 7,79 m (+1,1 m/s)[76]
- Oro nel Meeting internazionale Terra Sarda, ( Sassari), Salto in lungo - 7,93 m (+2,8 m/s) w[77]

2000
- Bronzo nella Sparkassen Cup indoor, ( Stoccarda), Salto triplo - 16,82 m[78]
- Oro nell’Incontro internazionale indoor Spagna-Italia-Polonia, ( Valencia), Salto triplo - 16,78 m[79]
- Argento nel Grande Premio Brasil de Atletismo, ( Rio de Janeiro), Salto triplo - 16,45 m (-1,3 m/s)[80]
- Argento nella Notturna di Milano, ( Milano), Salto triplo - 17,45 m (+1,5 m/s) [81]
- In finale nel Golden Gala, ( Roma), Salto triplo - nm[82]

2001
- Argento nel Sparkassen Cup indoor, ( Dortmund), Salto triplo - 17,00 m[83]
- Argento nel Norwich Union indoor Grand Prix, ( Birmingham), Salto triplo - 16,67 m[84]
- Argento nell’Incontro internazionale indoor Gran Bretagna-Russia-All Star’s, ( Glasgow), Salto triplo - 16,62 m[85]
- 4º nella Notturna di Milano, ( Milano), Salto triplo - 16,76 m (+2,2 m/s) w[86]
- Bronzo nella Super League della Coppa Europa, ( Brema), Salto triplo - 16,97 m nw[55]
- 6º nel Norwich Union British Grand Prix, ( Londra), Salto triplo - 16,49 m (+0,8 m/s)[55]
- Bronzo nel Norwich Union Classic, ( Gateshead), Salto triplo - 16,57 m (+0,6 m/s)[55]
- 5º nel Palio della Quercia, ( Rovereto), Salto triplo - 16,48 m (-0,1 m/s)[55]

2002
- 7º nella Notturna di Milano, ( Milano), Salto triplo - 16,63 m (+1,7 m/s) [87]
- 6º nel Memorial Primo Nebiolo, ( Torino), Salto triplo - 16,12 m (+1,6 m/s)[88]

2004
- 11º nel Golden Gala, ( Roma), Salto triplo - 15,99 m[89]

2005
- 6º nel Memorial Primo Nebiolo, ( Torino), Salto triplo - 16,50 m (+0,6 m/s)[59]
- 5º nel Palio della Quercia, ( Rovereto), Salto triplo - 16,53 m nw[90]
- Argento nell’International Athletics Competition ( Daegu), Salto triplo - 16,19 m (+0,3 m/s)[59]

2006
- 9º Grande Premio Rio de Atletismo, ( Rio de Janeiro), Salto triplo - 16,09 m (-1,5 m/s)[91]
- 6º Gran Prix Saul-Americano Caixa de Atletismo, ( Fortaleza), Salto triplo - 16,12 m (-0,2 m/s)[92]
- 9º Gran Prix Brasil Caixa de Atletismo, ( Belém), Salto triplo - 16,15 m nw[93]
- 5º nel Memorial Primo Nebiolo, ( Torino), Salto triplo - 16,22 m (-1,3 m/s)[94]

2007
- 5º al DN Galan indoor, ( Stoccolma), Salto triplo - 16,45 m[95]